# Distrito Capital Nacional (Papúa Nueva Guinea)
El Distrito Capital Nacional de Papúa Nueva Guinea es el área incorporada alrededor de la ciudad de Puerto Moresby, que es la capital del país. Cubre un área total de 240 km² y según el censo del año 2011, tiene una población de 364.125 habitantes. Si bien está rodeada por la Provincia Central de Papúa Nueva Guinea, técnicamente no es parte de la provincia.
- Datos: Q1378310